# Tere-Kholsky
Tere-Kholsky là một huyện hành chính ở Cộng hòa Tuva, Nga. Diện tích huyện là 10.050km2 và dân số 1994 (2020). Trung tâm huyện là Kungurtug.